# Малоекатериновское муниципальное образование
Малоекатериновское муниципальное образование — сельское поселение в Калининском районе Саратовской области Российской Федерации.
Административный центр — село Малая Екатериновка.

## История
Статус и границы сельского поселения установлены Законом Саратовской области от 27 декабря 2004 года № 94-ЗСО «О муниципальных образованиях, входящих в состав Калининского муниципального района».

## Население
| 2010  | 2011  | 2012  | 2013  | 2014  | 2015  | 2016  |
| ----- | ----- | ----- | ----- | ----- | ----- | ----- |
| 1407  | ↘1401 | ↗1405 | ↘1355 | ↗1356 | ↘1337 | ↘1321 |
| 2017  | 2018  | 2019  | 2020  | 2021  |       |       |
| ↘1269 | ↘1233 | ↘1213 | ↘1172 | ↘1095 |       |       |

## Состав сельского поселения
| № | Населённый пункт   | Тип населённого пункта       | Население |
| - | ------------------ | ---------------------------- | --------- |
| 1 | Большая Ольшанка   | село                         | ↘543      |
| 2 | Круглый            | хутор                        | ↘172      |
| 3 | Малая Екатериновка | село, административный центр | ↘516      |
| 4 | Федоровка          | село                         | ↗176      |